# Nationaal Geografisch Instituut

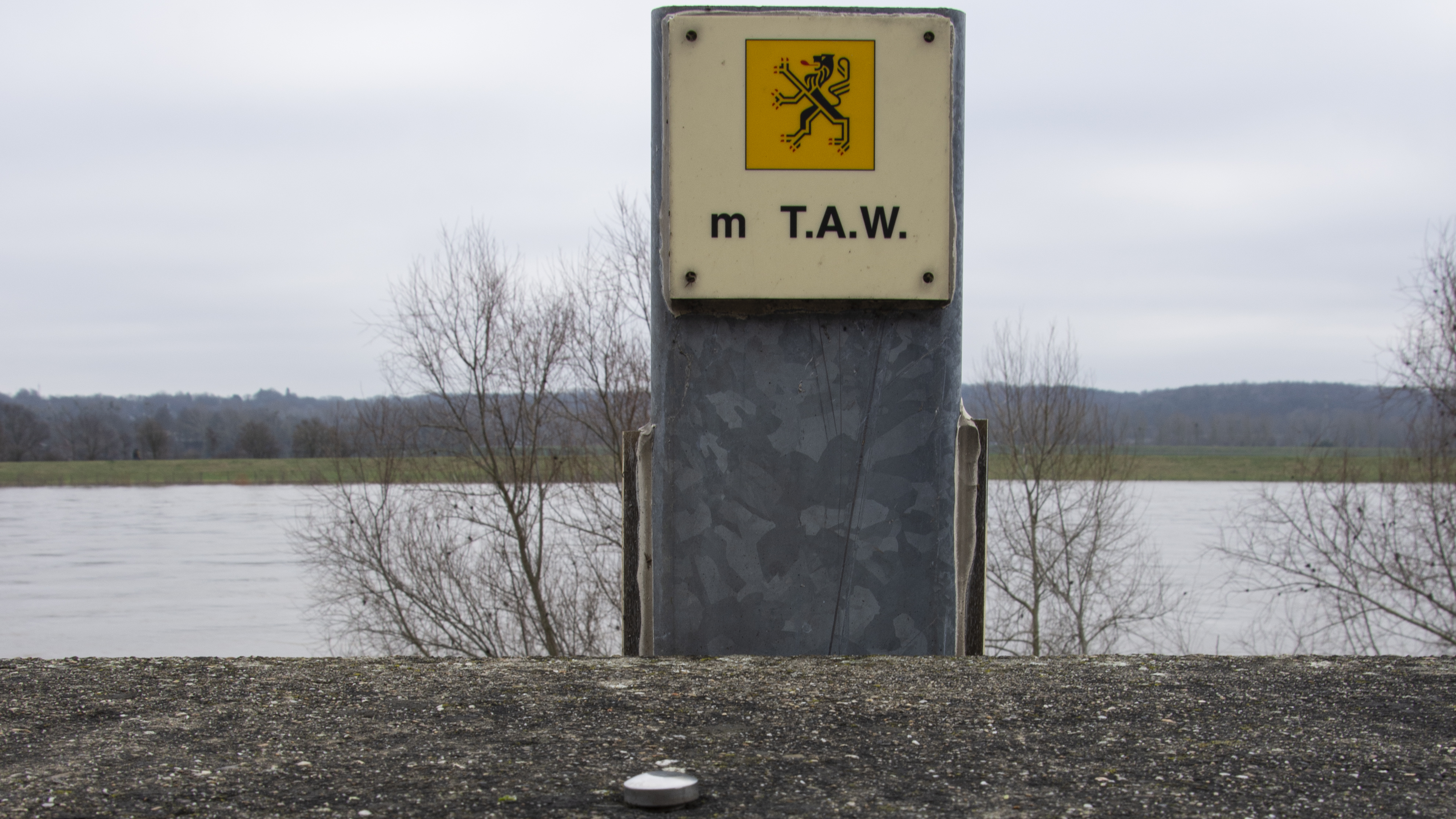
Een altimetrisch punt te Uikhoven dat een hoogte van 46,354 m aangeeft, bepaald via de TAW

Het Nationaal Geografisch Instituut of NGI voorheen Krijgs- en Topografisch Depot (1831-1878), Militair Cartografisch Instituut (1878-1947) en Militair Geografisch Instituut (1947-1976) is een Belgische federale instelling, die als hoofdopdracht heeft om topografische kaarten van België op te stellen en te actualiseren. Het heeft nu ook als opdracht om alle topo- en geografische gegevens van België ter beschikking te stellen van de overheid (de geobroker-rol).

## Geschiedenis
Al vanaf 1831 bestaat er onder het Commissariaat-generaal van Oorlog (van het Voorlopig Bewind) een divisie met naam Dépôt de la Guerre et de la Topographie (Krijgs- en Topografisch Depot, KTD). Deze krijgt de opdracht om de officiële topografische kaart van het Belgisch koninkrijk te maken.
Onder druk van wetenschappelijke kringen, ministeriële departementen en andere openbare diensten die de vervaardiging van hun specifieke kaarten aan het KTD wilden toevertrouwen, werd op 30 juni 1878 bij Koninklijk Besluit het Institut Cartographique Militaire (Militair Cartografisch Instituut, MCI) opgericht. Ondanks zijn hoofdzakelijk militaire bestemming, was het MCI belast met een opdracht van nationaal en internationaal belang. Voor de eerste verkenningsmissies voor de oprichting van de Onafhankelijke Congostaat werden er personeelsleden gedetacheerd naar de Association internationale africaine zoals Louis Crespel die de eerste verkenningsmissie leidde tot zijn overlijden.
Na de Tweede Wereldoorlog moest men praktisch van nul terug beginnen, omdat de meeste kaarten waren vernietigd. Er werd beslist om de projectie van Bonne, die tot dan gebruikt werd, te vervangen door de kegelprojectie van Lambert met twee snijdende parallellen.
Op 5 maart 1947 wordt het Militair Geografisch Instituut (MGI) gesticht, een instelling met dubbele opdracht: militair-industrieel (productie) en wetenschappelijk (permanent onderzoek).
Begin 1970 is voor de overheid tijd rijp om het Militair Geografisch Instituut te demilitariseren en er een instelling van te maken die ten dienste staat van het Rijk: de wet van 8 juni 1976 richt het Nationaal Geografisch Instituut (NGI) op. Wat vroeger de militaire stafkaarten waren, worden nu de topografische kaarten.
Het NGI, ressorteert nog altijd onder het ministerie van Defensie, met een jaarlijks budget van ongeveer 12,5 miljoen EUR, maar mag ook inkomsten halen uit de verkoop van zijn producten aan derden.

## Toegang
Het NGI zat van 1871 tot maart 2020 in de historische Abdij Ter Kameren te Brussel. Vanaf april 2020 bevindt het zich in de Campus Renaissance vlak bij het Jubelpark van Brussel.

## Opdracht
De opdracht van het NGI bestaat erin om, eventueel in samenwerking met andere nationale, buitenlandse of internationale organen:
1. De werken uit te voeren die vereist zijn om op het nationale grondgebied de inplanting en het onderhoud van een geodetisch net en van een precisie-waterpassingsnet, de luchtfotografische overdekking alsook de vervaardiging en bijwerking van de basiskaarten te verzekeren;
2. Basiskaarten en de afgeleide kaarten te publiceren;
3. Werken, studies en proefnemingen te ondernemen die binnen zijn activiteitendomein van algemeen belang zijn;
4. Een nationaal documentatiecentrum voor de overdekking van het Rijk door luchtfoto's en satellietbeelden inrichten en beheren;
5. De theoretische en praktische opleiding verzekeren van het personeel van ministeriële departementen, instellingen van openbaar nut, privé-bedrijven en derde landen in de domeinen die tot de opdracht van het NGI behoren. Meewerken aan de opleiding van technici die zijn opgeroepen om opdrachten in derde landen te vervullen;
6. In een nationale gegevensbank de informatie verzamelen en verspreiden om zo de activiteiten te coördineren die openbare en privé-diensten ondernemen in verband met het topografisch en cartografisch beheer van de grond en de ondergrond.